# 王崇 (天順進士)
王崇（1428年—？），字尚德，浙江台州府臨海縣人，明朝政治人物。進士出身。

## 生平
浙江鄉試第四名。天順八年（1464年）甲申科會試第一百六十二名，殿試登進士第三甲第九名。

## 家族
曾祖父王伯脩。祖父王子丕。父亲王公冕。